# Engrêlure
Engrêlure, fin cirka en cm bred knypplad spets som förr syddes fast på dyrbarare spetsar över sömmen som sammanfogar spets och tyg, för att skona deras stadkant från slitage.